# چشم‌به‌راهت بوده‌ام
«چشم‌به‌راهت بوده‌ام» (انگلیسی: I've Been Waiting for You) ترانه‌ای از گروه سوئدی آبا است که در سال ۱۹۷۴ منتشر شد. این ترانه، ترانهٔ پشت صفحهٔ «خداحافظ» بود و یک سال بعد در آوریل ۱۹۷۵ در آلبوم موسیقی آبا هم منتشر شد. آنگنیه‌تا فلتسکوگ خوانندهٔ اصلی این آهنگ است.

## جداول موسیقی
| جدول (۱۹۷۵)                 | بالاترین رتبه |
| --------------------------- | ------------- |
| استرالیا (گزارش موسیقی کنت) | ۴۹            |

| جدول (۲۰۱۸)       | بالاترین رتبه |
| ----------------- | ------------- |
| اسکاتلند (اوسی‌سی) | ۵۱            |